# Charlie Laine
Pour les articles homonymes, voir Charlie et Laine (homonymie).
Charlie Laine est actrice pornographique et mannequin pour adultes américaine. Elle est née le 31 janvier 1984 à Marion, dans le Wisconsin.
Bisexuelle, elle ne travaille pourtant qu'avec des femmes. Elle a été Penthouse pet of the month en février 2006 et en février 2007, elle est nommée DanniGirl du mois sur Danni.com.
Elle a joué dans plus de 200 films dont de nombreux films lesbiens. Elle n'apparaît plus devant la caméra depuis 2011, elle travaille comme Production Manager pour Penthouse Video.

## Récompenses et nominations
- 2006 : Pet of the Month février
- 2006 AVN Award nommée - Best Solo Sex Scene pour Bluedreams
- 2007 AVN Award nommée - Best All-Girl Sex Scene - Film pour Valentina
- 2009 AVN Award nommée - Best All-Girl 3-Way Sex Scene pour Jack's Big Ass Show 7

## Filmographie
Filmographie érotique
- 2003 : Secret Sex Club
- 2005 : Wonderland
- 2007 : Company Policy
- 2008 : Voodoo Dollz (téléfilm)
- 2008 : Bikini Royale (téléfilm)
- 2009 : Busty Cops: Protect and Serve! (téléfilm)
- 2009-2011 : Hot and Mean (série télévisée)
- 2011 : American Fetish : Veronica
- 2011 : Busty Coeds vs. Lusty Cheerleaders (téléfilm) : Candice Connors

Filmographie pornographique
- 2003 : Pussyman's Decadent Divas 21
- 2003 : No Man's Land Director's Choice
- 2004 : Women Seeking Women 8
- 2004 : Pussy Party 4
- 2004 : Pussyman's Decadent Divas 24
- 2004 : Pussyman's Decadent Divas 23
- 2005 : Women Seeking Women 11
- 2005 : Pussy Party 11: Ho' Down
- 2005 : Pussyman's Decadent Divas 28
- 2005 : Pussyman's Decadent Divas 26
- 2005 : Lesbian Seductions: Older/Younger 3
- 2005 : Exposed: Justine
- 2006 : Pussy Party 18: Captive
- 2006 : Girlvana 2
- 2007 : Women Seeking Women 36
- 2007 : Jana Cova: Erotique
- 2008 : Women Seeking Women 41 & 45
- 2008 : Kirsten's Favorites
- 2008 : Ashlynn Goes to College 3
- 2009 : We Live Together.com 8
- 2009 : We Live Together.com 10
- 2009 : We Live Together.com 11
- 2009 : Bree Exposed
- 2010 : We Live Together.com 13
- 2010 : Bree & Teagan
- 2011 : Tila Tequila Uncorked!
- 2011 : Girls Kissing Girls 8
- 2012 : All Girls All the Time 2
- 2012 : Girls And Toys
- 2013 : Charlie Laine's All Girl Experience
- 2013 : Mommy's Girl
- 2014 : Girls Love Girls 2
- 2014 : Ladies Room
- 2016 : I Love My Brunette Stepmommy
- 2016 : No Boys, Just Toys